# Reteporella complanata
Reteporella complanata är en mossdjursart som först beskrevs av Campbell Easter Waters 1895.  Reteporella complanata ingår i släktet Reteporella och familjen Phidoloporidae. Inga underarter finns listade i Catalogue of Life.